# Triodia (насекомые)
Triodia (лат.) — род мелких бабочек из семейства тонкопрядов. 7 видов.

## Описание
Встречаются в западной и южной Евразии. Длина переднего крыла Triodia nubifer у самцов — 14—15 мм, у самок — 19—28 мм; Triodia sylvina у самцов — 27—36 мм, у самок — 31—43 мм. Основная окраска самцов красновато-коричневая, самок — серовато-коричневая со светлыми отметинами. Усики гребенчатые. Бабочки с редуцированными ротовыми органами (хоботка нет, имаго — афаги), гусеницы питаются на корнях в почве.
Род был впервые выделен в 1820 году немецким энтомологом Якобом Хюбнером (1761—1826) на основании типового вида Phalaena sylvina Linnaeus, 1761.

## Классификация
7 видов:
- Triodia adriaticus (Osthelder, 1931) — Балканы
- Triodia amasinus (Herrich-Schaeffer, 1851) — Балканы, Турция
- Triodia froitzheimi (Daniel, 1967) — Иордания
- Triodia laetus (Staudinger, 1877) — центральная Россия, Армения
- Triodia mlokossevitschi (Romanoff, 1884) — Армения
- Triodia nubifer (Lederer, 1853) — Россия (Алтай, Кемеровская область), Казахстан[1][3]
- Triodia sylvina (Linnaeus, 1761) (Тонкопряд лесной)[4] — западная Евразия[5]

## Иллюстрации

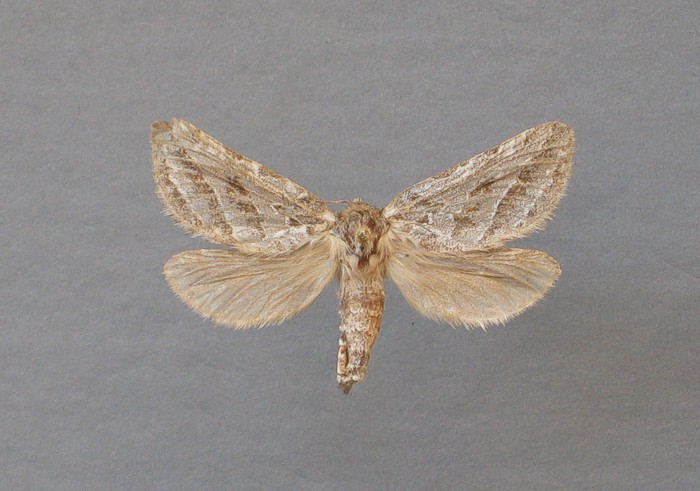
Trioda adriaticus
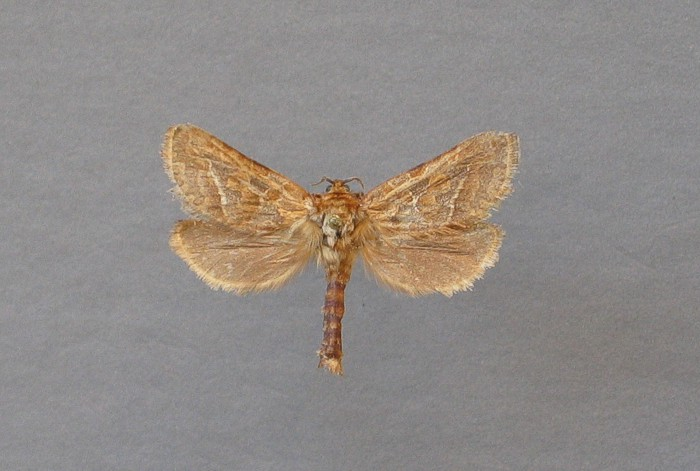
Trioda amasinus
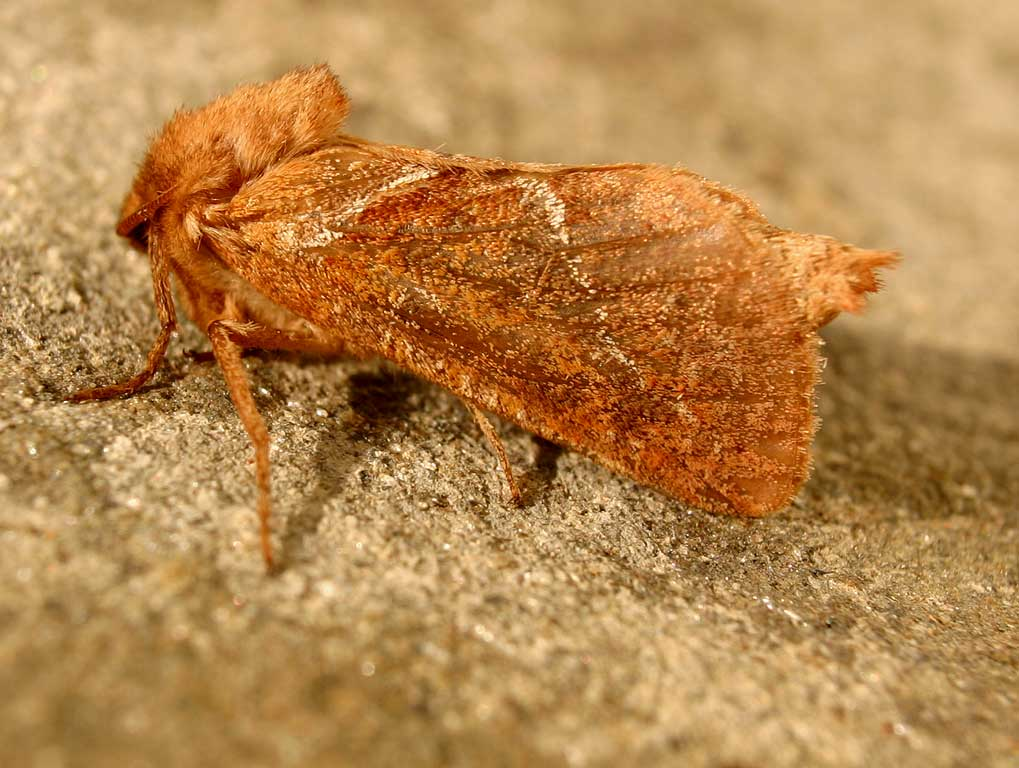
Trioda sylvina